# Estoublon
Estoublon (Estoblon en provençal selon la norme classique et Estoubloun selon la norme mistralienne) est une commune française, située dans le département des Alpes-de-Haute-Provence en région Provence-Alpes-Côte d'Azur.

## Géographie

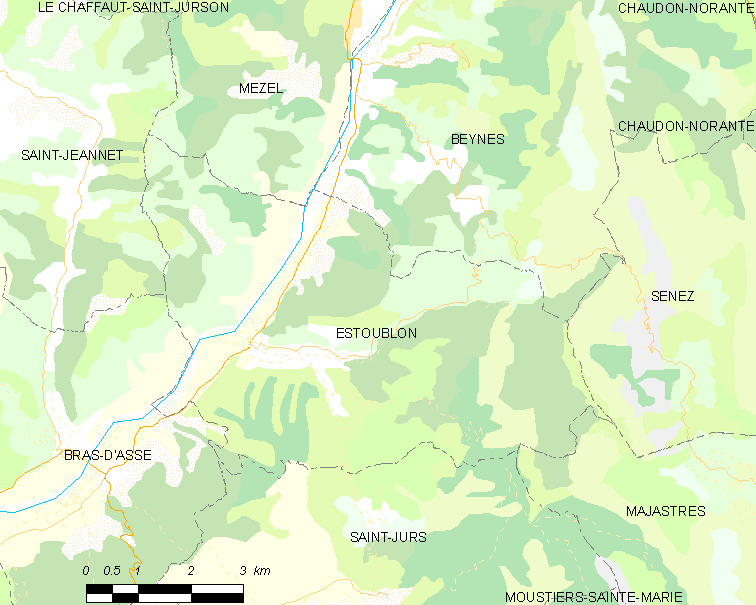
Estoublon et les communes voisines (Cliquez sur la carte pour accéder à une grande carte avec la légende).

Le village d’Estoublon est situé au bord de l’Estoublaïsse, à proximité de son confluent avec l’Asse (elle-même affluente de la Durance), et à une altitude de 513 m.
Les communes limitrophes d’Estoublon sont Mézel, Beynes, Majastres, Saint-Jurs, Bras-d'Asse et Saint-Jeannet.

### Relief
La commune est située dans le massif du Montdenier.

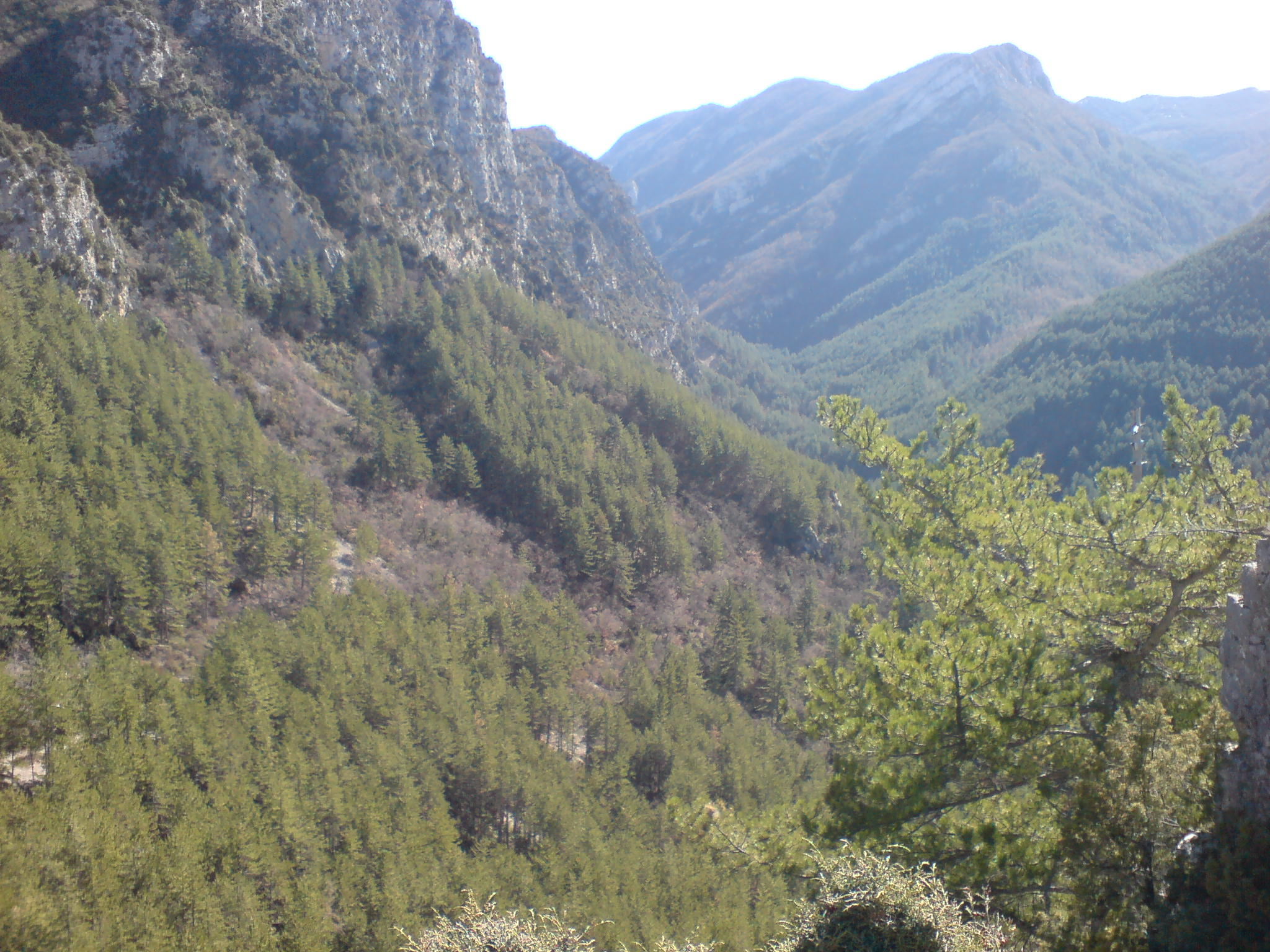
Vue du débouché des gorges de Trévans

### Hydrographie
La commune d'Estoublon est traversée par l'Asse, ainsi que par son affluent, l'Estoublaisse.

### Environnement
La commune compte 552 ha de bois et forêts, soit 16 % de sa superficie.

### Voies de communication et transports

#### Voies routières
La commune se situe le long de la route départementale RD 907 (ancienne route nationale 207), entre Manosque et Châteauredon.
L'Estoublaïsse est franchie par un pont de pierre qui supporte la RD 907, à hauteur du village par une passerelle suspendue en bois et câbles d'acier, inaugurée en 2014, et par plusieurs gués.

#### Services autocars

##### Lignes départementales
Le village est aussi reliée par 1 ligne départementale::
| Ligne | Tracé                              |
| ----- | ---------------------------------- |
| D2    | Riez ↔ Estoublon ↔ Digne-les-Bains |

### Lieux-dits et hameaux
La commune compte 2 hameaux en plus du village principal :
- Trévans
- Bellegarde

### Climat
Pour des articles plus généraux, voir Climat de Provence-Alpes-Côte d'Azur et Climat des Alpes-de-Haute-Provence.
En 2010, le climat de la commune est de type climat méditerranéen altéré, selon une étude du Centre national de la recherche scientifique s'appuyant sur une série de données couvrant la période 1971-2000. En 2020, Météo-France publie une typologie des climats de la France métropolitaine dans laquelle la commune est exposée à un climat de montagne ou de marges de montagne et est dans la région climatique Alpes du sud, caractérisée par une pluviométrie annuelle de 850 à 1 000 mm, minimale en été.
Pour la période 1971-2000, la température annuelle moyenne est de 11,5 °C, avec une amplitude thermique annuelle de 17,6 °C. Le cumul annuel moyen de précipitations est de 820 mm, avec 6,4 jours de précipitations en janvier et 4,3 jours en juillet. Pour la période 1991-2020, la température moyenne annuelle observée sur la station météorologique de Météo-France la plus proche, « St Jurs », sur la commune de Saint-Jurs à 5 km à vol d'oiseau, est de 12,6 °C et le cumul annuel moyen de précipitations est de 828,9 mm. 
La température maximale relevée sur cette station est de 38 °C, atteinte le 28 juin 2019 ; la température minimale est de −16,5 °C, atteinte le 13 février 2010,,.
Les paramètres climatiques de la commune ont été estimés pour le milieu du siècle (2041-2070) selon différents scénarios d'émission de gaz à effet de serre à partir des nouvelles projections climatiques de référence DRIAS-2020. Ils sont consultables sur un site dédié publié par Météo-France en novembre 2022.

### Risques naturels et technologiques
Aucune des 200 communes du département n'est en zone de risque sismique nul. Le canton de Mézel auquel appartient Estoublon est en zone 1b (sismicité faible) selon la classification déterministe de 1991, basée sur les séismes historiques, et en zone 3 (risque modéré) selon la classification probabiliste EC8 de 2011. La commune d’Estoublon est également exposée à trois autres risques naturels :
- feu de forêt ;
- inondation (dans la vallée de l’Asse) ;
- mouvement de terrain : de larges secteurs de la commune sont concernés par un aléa moyen à fort[15].

La commune d’Estoublon est également exposée à un risque d’origine technologique, celui de transport de matières dangereuses par route, puisqu’elle est riveraine de la route nationale 85 (loin du village cependant). Le plan de prévention des risques naturels prévisibles (PPR) de la commune a été prescrit en 2005 pour les risques d’inondation, de mouvement de terrain et de séisme et le Dicrim n’existe pas.
Un seul tremblement de terre a été ressenti de manière sensible à Estoublon, celui de Chasteuil le 30 novembre 1951, avec une intensité ressentie à Estoublon de IV et demi sur l’échelle MSK (l’intensité étant plus forte à l’épicentre),.

## Urbanisme

### Typologie
Au 1er janvier 2024, Estoublon est catégorisée commune rurale à habitat dispersé, selon la nouvelle grille communale de densité à 7 niveaux définie par l'Insee en 2022.
Elle est située hors unité urbaine. Par ailleurs la commune fait partie de l'aire d'attraction de Digne-les-Bains, dont elle est une commune de la couronne,. Cette aire, qui regroupe 34 communes, est catégorisée dans les aires de moins de 50 000 habitants,.

### Occupation des sols
L'occupation des sols de la commune, telle qu'elle ressort de la base de données européenne d’occupation biophysique des sols Corine Land Cover (CLC), est marquée par l'importance des forêts et milieux semi-naturels (84,2 % en 2018), une proportion sensiblement équivalente à celle de 1990 (83,6 %). La répartition détaillée en 2018 est la suivante : 
forêts (43 %), milieux à végétation arbustive et/ou herbacée (38,4 %), terres arables (9,5 %), zones agricoles hétérogènes (4,5 %), espaces ouverts, sans ou avec peu de végétation (2,8 %), zones urbanisées (1,8 %).
L'évolution de l’occupation des sols de la commune et de ses infrastructures peut être observée sur les différentes représentations cartographiques du territoire : la carte de Cassini (XVIIIe siècle), la carte d'état-major (1820-1866) et les cartes ou photos aériennes de l'IGN pour la période actuelle (1950 à aujourd'hui).

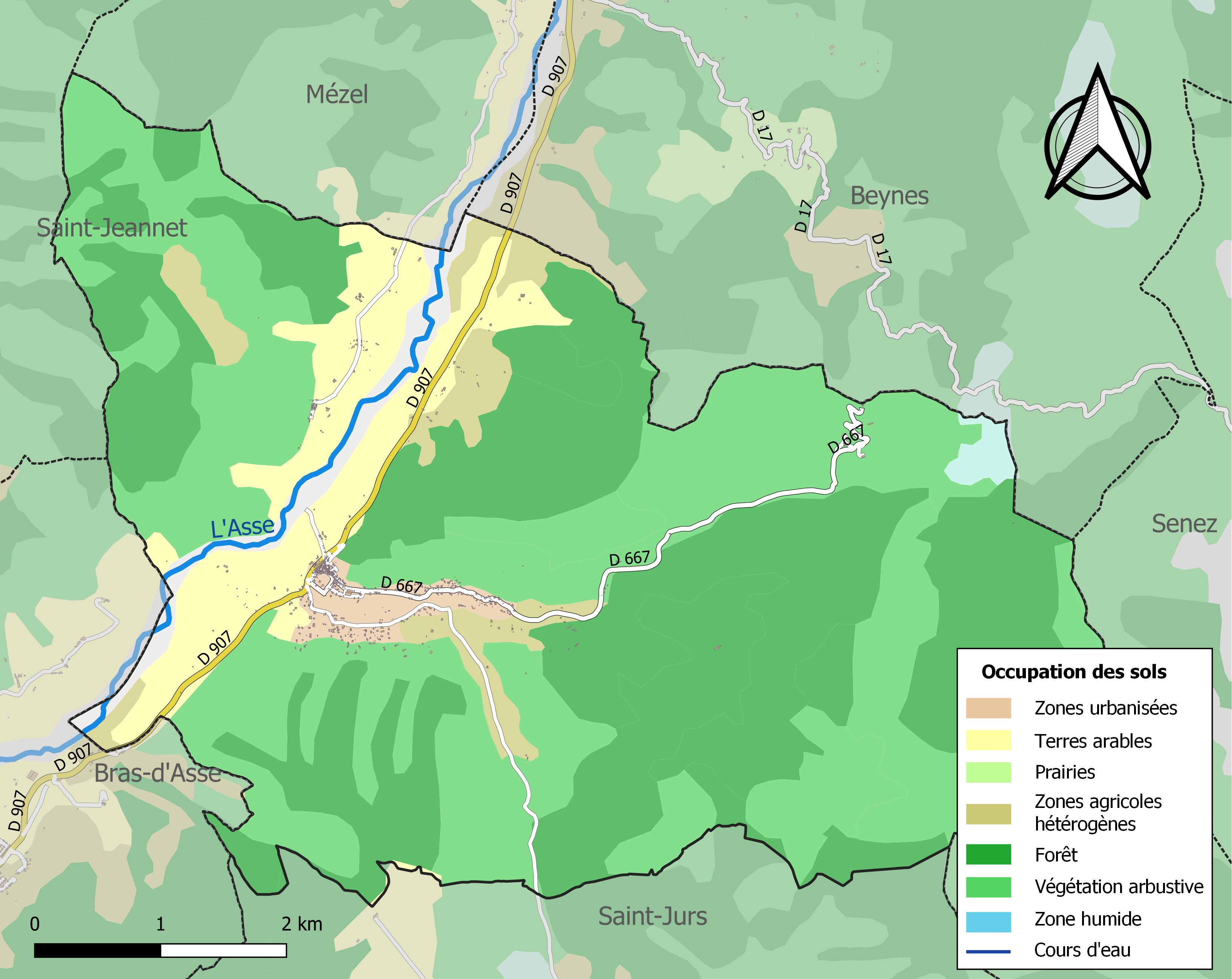
Carte de l'occupation des sols de la commune en 2018 (CLC).

## Toponymie
Selon Ernest Nègre, le nom d’Estoublon, tel qu’il est cité lorsqu‘il apparaît pour la première fois au VIe siècle (apud Stablonum villa et Stuplonem castra), est formé de termes latins, et signifie la petite ferme. Selon les Fénié, il est à rapprocher du provençal estoblon, chaume, désignant soit un champ moissonné et portant encore les chaumes, soit une jachère.
Selon Charles Rostaing, le toponyme de Trévans aurait une origine antérieure aux Gaulois.

## Histoire

### Estoublon
De la période de présence romaine datent quelques vestiges. En 1950, un atelier de potier (avec four) a été mis au jour.
Grégoire de Tours signale la bataille d'Estoublon, en 572, qui voit la victoire du patrice Mummole sur les Lombards et les Saxons qui ont envahi la région en passant le col de Larche. Ceux-ci avaient établi leur campement au confluent de l’Asse et de l’Estoublaïsse. C’est la première apparition de la localité dans l’histoire, sous le nom de Stuplonem (apud Stablonum villa et Stuplonem castra). Cette bataille aurait eu lieu sur une voie romaine que l’on suppose suivre la vallée de l’Asse, et dont le nom de la chapelle Notre-Dame-de-Vie (chapelle détruite en 1967) serait une trace.
En 1011, l’abbaye de Montmajour reçoit des biens et crée une abbaye nouvelle. Elle reçoit également l’église paroissiale et en perçoit donc les revenus. L’abbaye est pauvre, et pour survivre doit être rattachée à la chambrerie de l’abbaye Saint-Victor de Marseille après la Grande Peste. En 1309, Guillaume de Roumoules est signalé comme seigneur de Roumoules, de Beaujeu, de Bédéjun, de Bras-d'Asse, d'Entrages, de Majastres, de Vergons et d'Estoublon. Le fief passe aux Grimaldi au XIVe siècle, puis à la maison de Garde au XVIIe siècle, et enfin aux Brunet au XVIIIe siècle. Ces seigneurs prélevaient un péage sur la route allant de Valensole à Digne. La communauté d’Estoublon relevait de la baillie de Digne.
Une abbaye de carmes fut créée par les moines venant de Trévans fuyant les guerres de religion et leur monastère perché en 1575 (voir plus bas). Un quartier du village est d'ailleurs toujours appelé "Le Couvent".
Le fief d’Estoublon est érigé en marquisat en (avril) 1664 au profit de Jacques de Grille de Robiac, viguier héréditaire d'Arles,..
Durant la Révolution, la commune compte une société patriotique, créée après la fin de 1792.
Le coup d'État du 2 décembre 1851 commis par Louis-Napoléon Bonaparte contre la Deuxième République provoque un soulèvement armé dans les Basses-Alpes, en défense de la Constitution. Après l’échec de l’insurrection, une sévère répression poursuit ceux qui se sont levés pour défendre la République : 8 habitants d’Estoublon, dont une femme, sont traduits devant la commission mixte, la peine la plus courante étant la déportation en Algérie.
La Libération d’Estoublon est marquée par le passage d’une colonne de la 36e division d’infanterie (US), le matin du 19 août 1944, venant de Riez et se dirigeant sur Digne.

### Trévans
Le nom de Trévans apparaît pour la première fois dans les chartes en 1157. Une abbaye, nommée Saint-Jean-de-Bosco (c’est-à-dire du Bois), y est construite au XIIIe, devient un prieuré, puis est dévolue aux carmes. Elle est plusieurs fois prise d’assaut lors des guerres de religion, et finalement détruite par le comte de Carcès (catholique) en 1575 pour éviter qu’elle ne serve de point d’appui aux protestants,. Les moines s'installèrent  alors au village d'Estoublon où ils assurèrent la vie pastorale jusqu'à la Révolution. Un quartier du village appelé "Le Couvent" porte témoignage de cette présence. La communauté de Trévans relevait de la viguerie de Moustiers.
Comme de nombreuses communes du département, Estoublon et Trévans se dotent d’écoles bien avant les lois Jules Ferry : en 1863, elles en possèdent chacune une, installées aux villages chef-lieu, qui dispensent une instruction primaire aux garçons. Aucune instruction n’est donnée aux filles : la loi Falloux (1851), qui impose l’ouverture d’une école de filles aux communes de plus de 800 habitants, ne concerne pas les deux communes, qui sont moins peuplées. La première loi Duruy (1867), qui abaisse ce seuil à 500 habitants, oblige Estoublon à ouvrir une école de filles. La commune profite des subventions de la deuxième loi Duruy (1877) pour rénover son école, et ce n’est qu’avec les lois Ferry que les filles de Trévans sont régulièrement scolarisées.
À Estoublon comme à Trévans, la vigne était cultivée jusqu’au milieu du XXe siècle. Plusieurs dizaines d’hectares produisaient un vin destiné à l’autoconsommation et à la vente sur les marchés locaux. Cette culture est aujourd’hui abandonnée.
Les communes d’Estoublon et de Trévans fusionnent en 1973.

## Héraldique
| Blason de Estoublon | Blason  | De gueules à un griffon d’or, tenant de ses deux pattes une gerbe, du même. |
| Blason de Estoublon | Détails | Le statut officiel du blason reste à déterminer.                            |

## Politique et administration

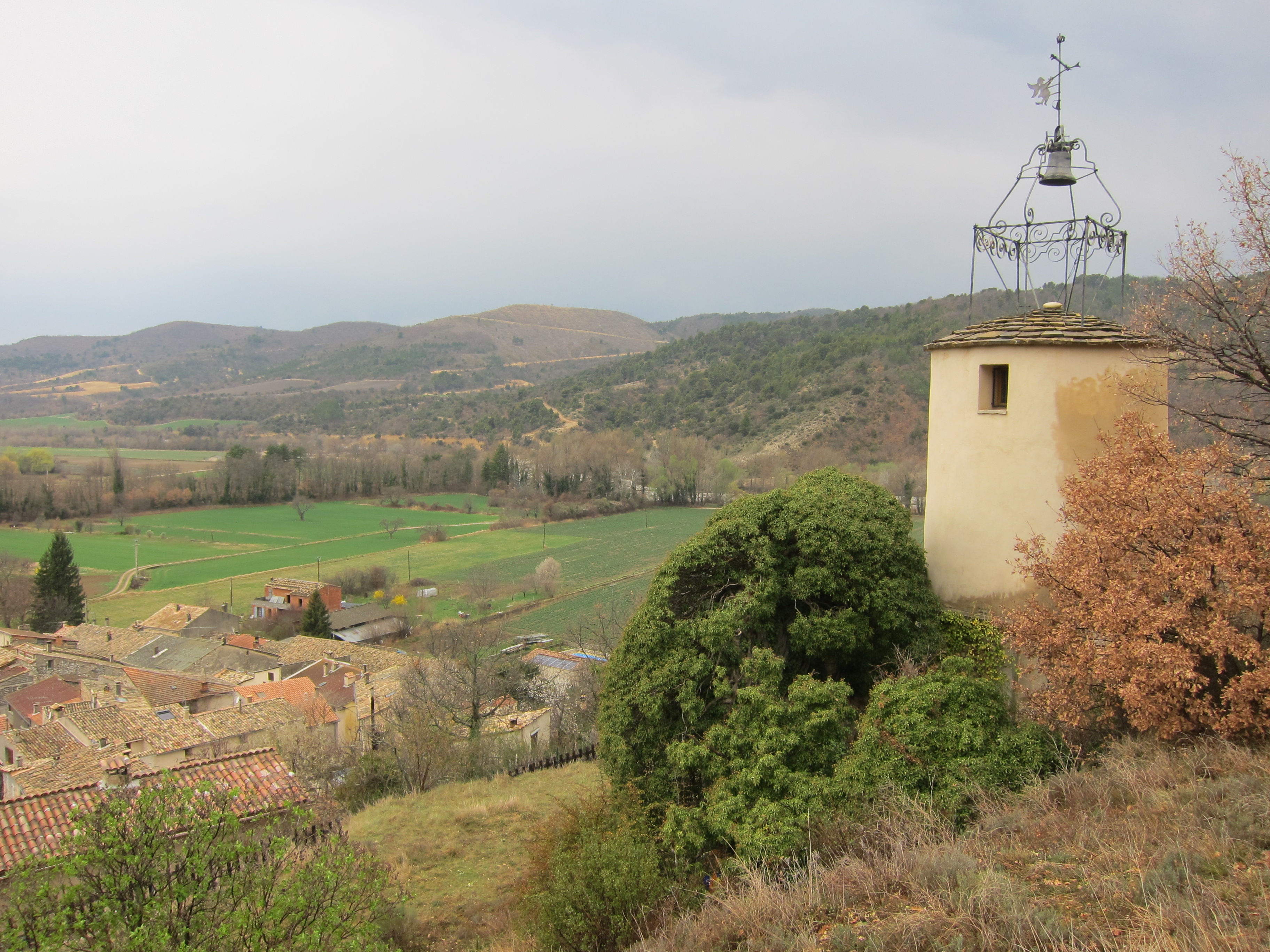
Tour de l’Horloge.

### Liste des maires
| Période                                  | Période                       | Identité          | Étiquette | Qualité |
| ---------------------------------------- | ----------------------------- | ----------------- | --------- | ------- |
| mai 1945                                 |                               | Joseph Remusat    |           |         |
| 1947                                     | 1976                          | Louis Laurens     | PC        |         |
| 1976                                     | 1992                          | Louis Rolland     |           |         |
|                                          |                               |                   |           |         |
| avant 2005                               | En cours (au 21 octobre 2014) | Carole Toussaint, | EELV-DVG, | Artisan |
| Les données manquantes sont à compléter. |                               |                   |           |         |

### Intercommunalité
Estoublon a fait partie, de 2005 à 2012, de la communauté de communes de l'Asse et de ses Affluents, puis de 2013 à 2016 de la communauté de communes Asse Bléone Verdon. Cette dernière a fusionné avec d'autres communautés de communes pour constituer la communauté d'agglomération Provence-Alpes Agglomération, existant depuis le 1er janvier 2017.

## Démographie
L'évolution du nombre d'habitants est connue à travers les recensements de la population effectués dans la commune depuis 1765. Pour les communes de moins de 10 000 habitants, une enquête de recensement portant sur toute la population est réalisée tous les cinq ans, les populations de référence des années intermédiaires étant quant à elles estimées par interpolation ou extrapolation. Pour la commune, le premier recensement exhaustif entrant dans le cadre du nouveau dispositif a été réalisé en 2004.

En 2022, la commune comptait 480 habitants, en évolution de −0,62 % par rapport à 2016 (Alpes-de-Haute-Provence : +2,84 %, France hors Mayotte : +2,11 %).
| 1765 | 1793 | 1800 | 1806 | 1821 | 1831 | 1836 | 1841 | 1846 |
| ---- | ---- | ---- | ---- | ---- | ---- | ---- | ---- | ---- |
| 517  | 545  | 541  | 597  | 570  | 602  | 591  | 732  | 750  |

| 1851 | 1856 | 1861 | 1866 | 1872 | 1876 | 1881 | 1886 | 1891 |
| ---- | ---- | ---- | ---- | ---- | ---- | ---- | ---- | ---- |
| 638  | 647  | 560  | 561  | 527  | 523  | 516  | 432  | 426  |

| 1896 | 1901 | 1906 | 1911 | 1921 | 1926 | 1931 | 1936 | 1946 |
| ---- | ---- | ---- | ---- | ---- | ---- | ---- | ---- | ---- |
| 422  | 427  | 400  | 351  | 316  | 294  | 279  | 253  | 219  |

| 1954 | 1962 | 1968 | 1975 | 1982 | 1990 | 1999 | 2004 | 2006 |
| ---- | ---- | ---- | ---- | ---- | ---- | ---- | ---- | ---- |
| 212  | 200  | 207  | 209  | 243  | 301  | 337  | 372  | 383  |

| 2009 | 2014 | 2019 | 2022 | - | - | - | - | - |
| ---- | ---- | ---- | ---- | - | - | - | - | - |
| 459  | 481  | 493  | 480  | - | - | - | - | - |

| 1315    | 1471    |
| ------- | ------- |
| 70 feux | 22 feux |

L’histoire démographique d’Estoublon, après la saignée des XIVe et XVe siècles et le long mouvement de croissance jusqu’au début du XIXe siècle, est marquée par une période d’« étale » où la population reste relativement stable à un niveau élevé. Cette période dure peu, de 1841 à 1851. L’exode rural provoque ensuite un mouvement de recul démographique de longue durée. En 1911, la commune a perdu plus de la moitié de sa population par rapport au maximum historique de 1846. Le mouvement de baisse se poursuit jusqu’aux années 1970. Depuis, la croissance de la population a repris.

## Économie

### Aperçu général
En 2009, la population active s’élevait à 187 personnes, dont 19 chômeurs (20 fin 2011). Ces travailleurs sont majoritairement salariés (78 %) et travaillent majoritairement hors de la commune (78 %).

### Agriculture
Fin 2010, le secteur primaire (agriculture, sylviculture, pêche) comptait 10 établissements actifs au sens de l’Insee (exploitants non-professionnels inclus) et aucun emploi salarié.
Le nombre d’exploitations professionnelles, selon l’enquête Agreste du ministère de l’Agriculture, est très faible et couvert par le secret statistique en 2010. Il était de 12 en 2000, de 17 en 1988. De 1988 à 2000, la surface agricole utile (SAU) a fortement augmenté, de 357 ha à 441 ha.
La culture de l’olivier est pratiquée dans la commune depuis des siècles. Au début du XIXe siècle, l’oliveraie occupait plusieurs dizaines d’hectares. Le terroir de la commune se situe à la limite altitudinale de l’arbre, qui ne peut que difficilement être exploité au-delà des 650 mètres. Après une période de relatif abandon, l’oliveraie d’Estoublon compte actuellement plus d’un millier de pieds exploités.

### Industrie
Fin 2010, le secteur secondaire (industrie et construction) comptait 10 établissements, employant huit salariés.
Un atelier de sérigraphie employant deux personnes est installé à Estoublon.

### Activités de service
Fin 2010, le secteur tertiaire (commerces, services) comptait 14 établissements (avec quatre emplois salariés), auxquels s’ajoutent les 12 établissements du secteur administratif (regroupé avec le secteur sanitaire et social et l’enseignement), salariant cinq personnes.
D'après l’Observatoire départemental du tourisme, la fonction touristique est assez importante pour la commune, avec entre un et cinq touristes accueillis par habitant, l’essentiel de la capacité d'hébergement, faible, étant non-marchande. Les structures d’hébergement à finalité touristique d’Estoublon sont quelques meublés, complétés par les résidences secondaires, qui apportent un complément à la capacité d’accueil. Au nombre de 133, elles représentent un tiers des logements,.

## Lieux et monuments

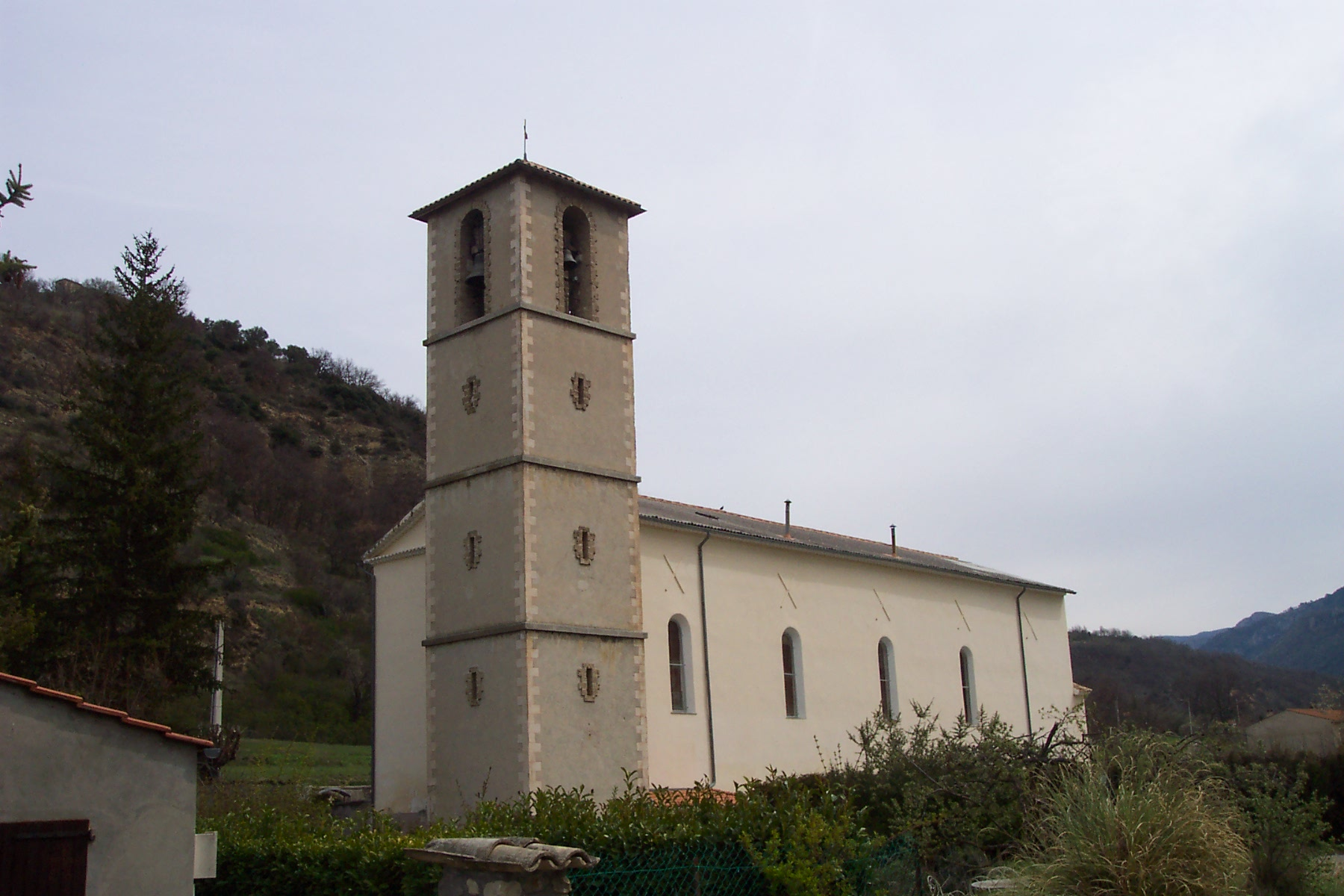
Église Notre-Dame

Les gorges de Trévans sont signalées par les guides touristiques ; elles sont profondes de 200 m et couvertes de forêts.
La tour de l’Horloge publique (1719) est un monument historique inscrit.
La bastide d’Aby peut correspondre au domaine de Fouquier, père de Maïeul de Cluny, cité en 909 (villa Abiacum). La maison Polignac, en ruines (rive droite de l’Asse) a pu succéder à une villa carolingienne citée dans le même document (villa Pauliniacum).
Sur la maison Nicolosi, un très beau cadran solaire blanc et doré porte la légende « Carpe diem ».
L’église paroissiale Notre-Dame est placée sous le vocable de Notre-Dame et sous le patronage de saint Pierre,, son premier titulaire. À l’origine, il s’agit d’un prieuré de l’abbaye de Montmajour, créé en 1001, qui passe ensuite à l’abbaye Saint-Victor de Marseille au XIVe siècle. Les murs sont construits en moellons et galets réguliers. L’abside ancienne (XIIe siècle) a été partiellement enfouie par une forte élévation du sol, et sert actuellement de sacristie ; elle est inscrite aux monuments historiques. Une abside postérieure a été construite au-dessus au XVIe siècle, et est l’abside utilisée de nos jours . Le reste de l’église a été reconstruit dans les années 1870 . Un cippe de 814 a été découvert dans le sous-sol de l’église.
Dans les ruines du village de Trévans, se trouve l’église paroisiale, sous le vocable de Notre-Dame et le patronage de saint Barthélemy, également en ruines.
Au sud de Trévans, le château fort est en ruines.
Le monastère, la chapelle et la tour Saint-André surplombant les gorges de Trévans sont en ruines. Elles appartenaient à un monastère où les protestants se sont réfugiés durant les guerres de religion, et détruit par précaution par les catholiques en août 1575.
La chapelle Saint-Joseph au hameau de Bellegarde est encore debout. Plusieurs autres chapelles de la commune sont en ruines :
- la chapelle Saint-Jean, sur la colline au-dessus du village[32] ;
- la chapelle Sainte-Anne, à proximité de la précédente[32] ;
- la chapelle Saint-Savournin, au lieu-dit du même nom, au sud-est du village[32].

La chapelle Notre-Dame de Liesse est signalée par Raymond Collier, mais se trouve sur la commune de Mézel (voir cet article).

La chapelle Saint-André : isolée sur un promontoire, au-dessus des gorges de Trévans
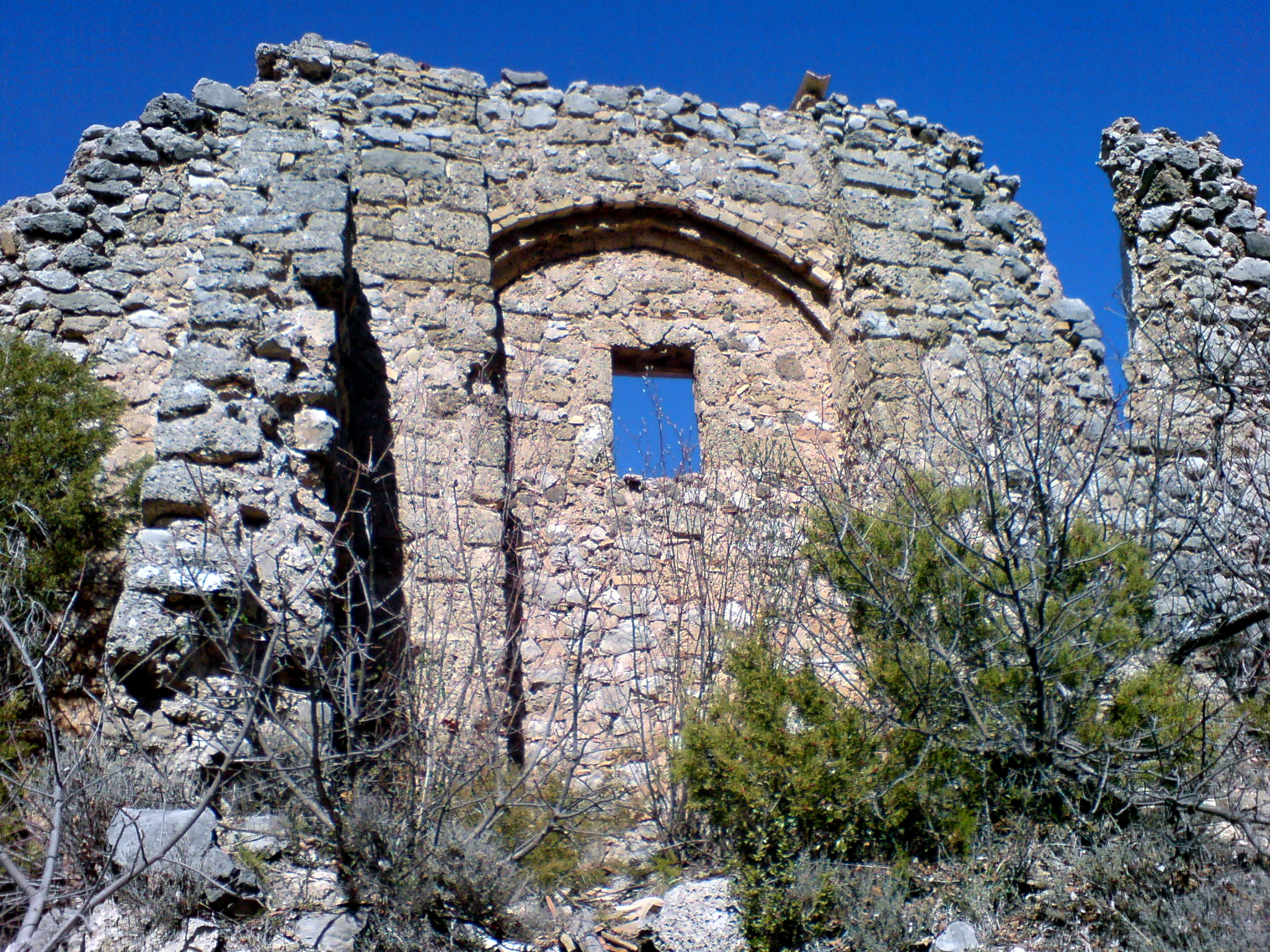
Détail du mur sud.
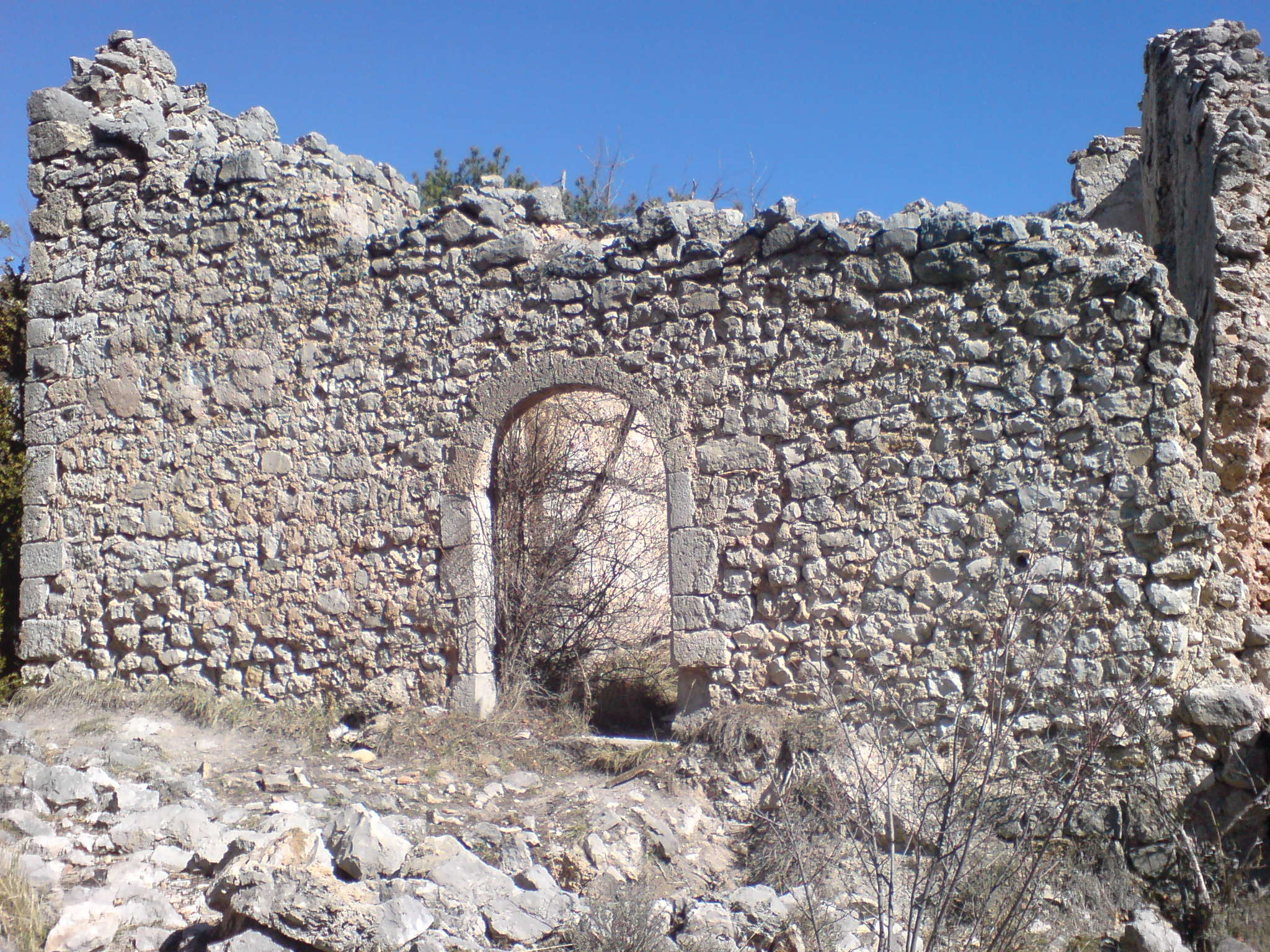
Façade.
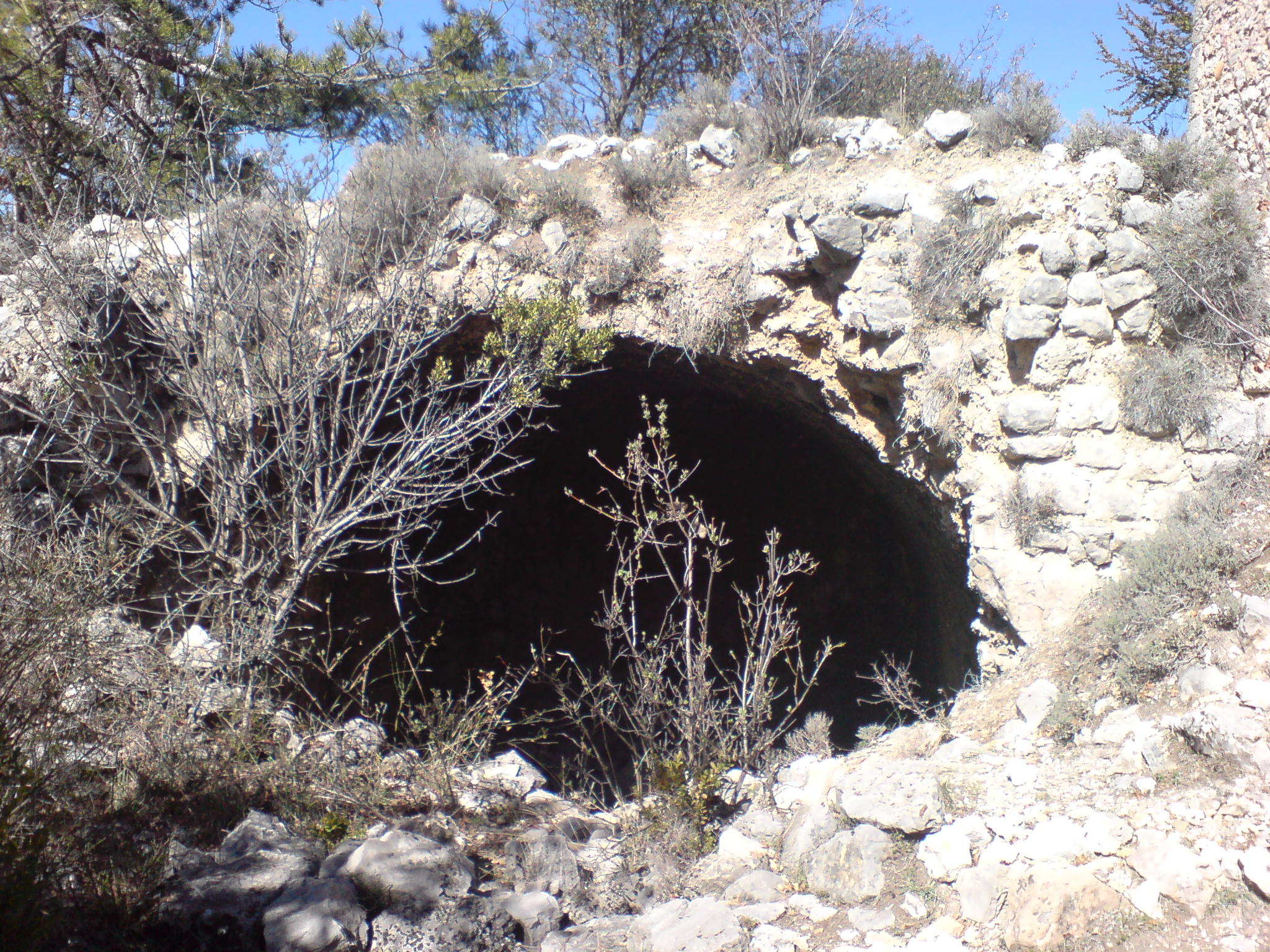
Voûte semi-enterrée, devant la chapelle.
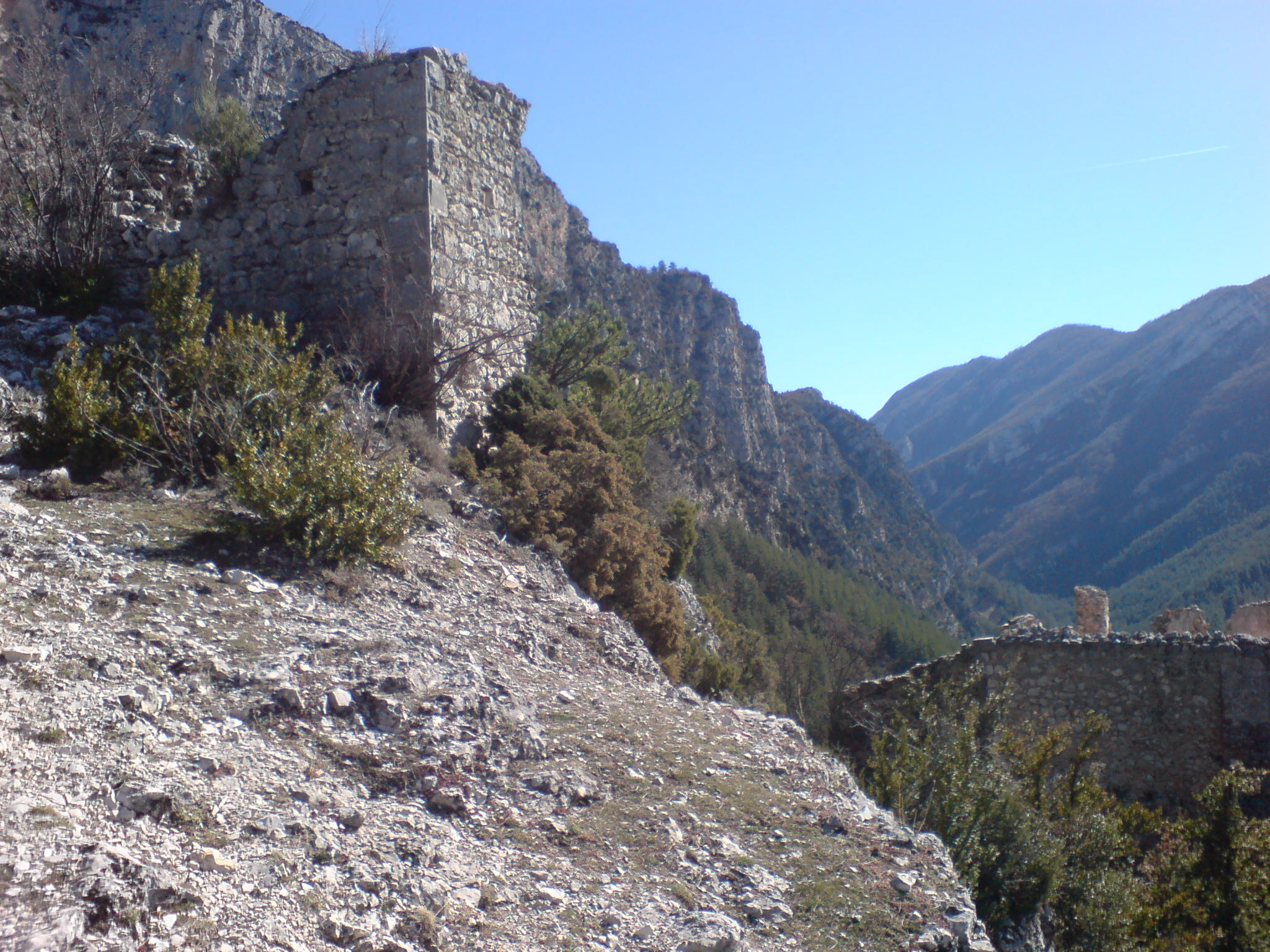
Restes de la tour, et gorges de Trévans en arrière-plan.

## Personnalités liées à la commune
- Honoré Bovis (1748-1824), député au Conseil des Cinq-Cents, mort à Estoublon
- Jean-Joseph Aubert (né en 1814), né à Auzet, cordonnier à Estoublon, fut condamné à la surveillance pour sa participation à l'opposition au coup d'Etat de 1851 et avoir pris les armes ppour se rendre aux Mées et à Digne (Conseil de guerre des Basses-Alpes, dossier SHD, 7 J 67 et dossier d'indemnisation, 1881, F/15/3986).